# Matt Taibbi
Matthew C. Taibbi (Nuevo Brunswick, Nueva Jersey, Estados Unidos; 2 de marzo de 1970) es un escritor y periodista estadounidense. Ha escrito sobre finanzas, medios de comunicación, política y deportes. Es editor colaborador de Rolling Stone, autor de varios libros, coanfitrión del pódcast político Useful Idiots y editor de un boletín de noticias en Substack.
Taibbi comenzó como reportero independiente en la ex Unión Soviética, incluido un período en Uzbekistán, de donde fue deportado por criticar al presidente Islam Karimov. Más tarde trabajó como periodista deportivo para el periódico en inglés The Moscow Times. También jugó béisbol profesional en Uzbekistán y Rusia, así como baloncesto profesional en Mongolia. Taibbi además trabajó durante un corto tiempo como investigador en una agencia de detectives privados con sede en Boston. En 1997, regresó a Rusia para editar el tabloide Living Here, pero más tarde se fue para coeditar el tabloide rival The eXile. Taibbi regresó a los Estados Unidos en 2002 y fundó el periódico The Beast, con sede en Buffalo. Se fue en 2003 para trabajar como columnista de New York Press. En 2004, comenzó a escribir sobre política para Rolling Stone.
En 2008, Taibbi ganó el National Magazine Awards por tres columnas que escribió para Rolling Stone. En 2019, lanzó el pódcast Useful Idiots, copresentado con Katie Halper y distribuido por Rolling Stone. En 2020, comenzó a publicar por sí mismo sus artículos en Internet, mientras seguía presentando el pódcast Useful Idiots y contribuyendo a la edición impresa de Rolling Stone.
Taibbi es conocido por su estilo descarado –en un artículo de 2009, se refirió al banco estadounidense Goldman Sachs como un "calamar vampiro"–. Su trabajo a menudo ha sido comparado con el periodismo gonzo del escritor Hunter S. Thompson, quien también cubrió política para Rolling Stone.

## Biografía
Taibbi nació en 1970 en Nuevo Brunswick, Nueva Jersey de Mike Taibbi, un reportero de televisión de NBC, y su esposa. Según Matt, el apellido Taibbi es un nombre siciliano de origen libanés, pero su padre Mike, que es de ascendencia filipina y hawaiana, no nació con el apellido sino que lo recibió de sus padres adoptivos siciliano-estadounidenses. Por lo tanto, Taibbi no es étnicamente árabe, sino de ascendencia filipina, hawaiana e irlandesa.
Creció en los suburbios de Boston, Massachusetts y asistió a la Concord Academy en Concord, Massachusetts. Asistió a la Universidad de Nueva York, pero después de su primer año se transfirió a Bard College en el estado de Nueva York y se graduó en 1992. También pasó un año en el extranjero estudiando en la Universidad Politécnica Estatal de San Petersburgo en San Petersburgo, Rusia.

## Carrera

### Uzbekistán
A principios de la década de 1990, Taibbi se mudó de San Petersburgo a Taskent, Uzbekistán, donde comenzó a vender artículos de noticias con más regularidad. Fue deportado en 1992 por escribir un artículo para Associated Press que criticaba al presidente Islam Karimov. En el momento de su deportación, Taibbi era el jardinero izquierdo titular del equipo nacional de béisbol de Uzbekistán.

### Mongolia
Taibbi se radicó en Ulán Bator, Mongolia por un tiempo a mediados de la década de 1990, donde jugó baloncesto profesional en la Asociación de Baloncesto de Mongolia (MBA), la cual, dice, es la única liga de baloncesto fuera de los Estados Unidos que usa las mismas reglas que la NBA. Taibbi se hizo conocido como "El Rodman de Mongolia", le pagaron $100 al mes por jugar y condujo también un programa de radio mientras estuvo allí. Más tarde contrajo neumonía y regresó a Boston para ser operado.

### The eXile
Taibbi se mudó a Rusia en 1992, en donde vivió y trabajó durante más de seis años. En 1997, junto a Mark Ames, creó y editó The eXile, un periódico gratuito quincenal en inglés con sede en Moscú, escrito principalmente para la comunidad de expatriados en la ciudad. El tono y el contenido del periódico eran muy controvertidos. Para algunos, fue brutalmente honesto y alegremente insípido; otros lo consideraron juvenil, misógino e incluso cruel. En 2000, Taibbi publicó su primer libro, The Exile: Sex, Drugs, and Libel in the New Russia, en coautoría con Ames. Más tarde declaró que era adicto a la heroína cuando hizo estos primeros escritos.
La periodista Kathy Lally escribió en The Washington Post en diciembre de 2017 que ella y otras periodistas mujeres fueron objeto de ataques misóginos por parte de Taibbi y Ames mientras era corresponsal en Moscú en la década de 1990. Lally se puso en contacto con Taibbi en 2017 y él le dijo: «Ciertamente no haría las cosas ahora como lo hacía en ese entonces» y «Pido disculpas por las descripciones físicas. Eso fue arbitrario e injustificado».
En 2017, Taibbi fue criticado por extractos de un capítulo del libro escrito por Ames que describía el acoso sexual de los empleados de The eXile. En una publicación de Facebook en respuesta a la controversia, Taibbi se disculpó por el "lenguaje cruel y misógino" utilizado en el libro, pero dijo que el trabajo fue concebido como una sátira del comportamiento "reprobable" de los expatriados estadounidenses en Rusia y que la descripción de los hechos era "ficticio y falso". Aunque el libro incluye una nota que dice que es una obra de no ficción, la editorial ha dicho que «la declaración en la página de derechos de autor es incorrecta. Este libro combina informes de no ficción y sátira inventados y exagerados y se clasificó como no ficción porque no existe una categoría para un libro que sea ambas cosas». Las mujeres retratadas en el libro han declarado que defienden a Taibbi, afirmando que ninguno de los casos de acoso sexual descritos en el libro "sucedieron".

### Estados Unidos
En 2002, Taibbi regresó a los Estados Unidos para comenzar el satírico bisemanal The Beast en Buffalo, Nueva York. Luego lo dejó, diciendo que «manejar un negocio y escribir es demasiado». Taibbi continuó trabajando como autónomo para The Nation, Playboy, New York Press, Rolling Stone y New York Sports Express (como editor general).
En marzo de 2005, el ensayo satírico de Taibbi, "Las 52 cosas más divertidas sobre la próxima muerte del Papa", publicado en New York Press, fue denunciado por Hillary Clinton, Michael Bloomberg y otras personalidades. Dejó el periódico en agosto de 2005, poco después de que su editor fuera obligado a hablar del controversial artículo. Taibbi defendió su ensayo llamándolo una «improvisación burlesca de bromas verdaderamente de mal gusto», escrito para dar a sus lectores un descanso de su larga serie de «ensayos políticos fulminantes». También dijo que estaba sorprendido por las reacciones vehementes a lo que escribió «en las últimas horas de una neblina de Vicodin».
Taibbi se convirtió en editor colaborador de Rolling Stone, escribiendo artículos largos sobre asuntos nacionales e internacionales. También escribió una columna política semanal en línea, titulada "The Low Post", para el sitio web de la revista.
Taibbi cubrió la campaña presidencial de 2008 para el programa de televisión Real Time with Bill Maher. Fue invitado al programa The Rachel Maddow de la cadena MSNBC y otros programas de la MSNBC. También apareció en Democracy Now! y Chapo Trap House, y fue colaborador de Countdown with Keith Olbermann. Taibbi ha aparecido en los programas de radio y televisión de Thom Hartmann y en Imus in the Morning Show de la cadena Fox Business.
El periodista James Verini dijo que mientras entrevistaba a Taibbi en un restaurante de Manhattan para Vanity Fair, éste lo insultó, le arrojó café, y lo abordó mientras intentaba escapar, todo en respuesta a la opinión de Verini de que el libro de Taibbi, The Exile: Sex, Drugs and Libel in the New Russia, era "redundante y discursivo". La entrevista tuvo lugar en 2010, y Taibbi luego describió el incidente como "una aberración de cómo me he comportado en los últimos seis o siete años".
Tras la muerte del comentarista conservador Andrew Breitbart en marzo de 2012, Taibbi escribió un obituario para Rolling Stone, titulado "Andrew Breitbart: muerte de un imbécil". Muchos conservadores se enojaron por el obituario, donde Taibbi escribió: «¡Bien! Que se joda. No podría estar más feliz de que esté muerto», aunque Taibbi afirmó que era "al menos medio homenaje", alegando respeto por aspectos del estilo de Breitbart, pero también aludiendo al propio obituario burlón de Breitbart sobre Ted Kennedy.
En 2018, Taibbi comenzó a publicar una novela, Los secretos comerciales del tráfico de drogas: aventuras del hombre negro no identificado, como una suscripción serializada por correo electrónico y un sitio web. La novela es ficticia con elementos de crímenes reales.
En 2019, Taibbi escribió un capítulo para su libro autoeditado, Hate Inc., titulado "Por qué Russiagate es la WMD de esta generación", comparando la supuesta colusión entre Trump y Rusia con las acusaciones de que Irak tenía armas de destrucción masiva en 2002 y 2003. En un artículo de opinión para el New York Times, Michelle Goldberg criticó como "tonta" la afirmación de Taibbi de que «lo más importante que [la investigación] ha descubierto hasta ahora es que Donald Trump está pagando a una estrella del porno».
En octubre de 2019, Taibbi argumentó que el denunciante en el escándalo Trump-Ucrania no era un "denunciante real" porque el denunciante habría visto afectada su vida por el enjuiciamiento o por haber sido enviado a prisión. Taibbi también citó al exanalista de la CIA Robert Baer, quien argumentó que el denunciante era parte de un "golpe de estado contra Trump".

#### Substack
En abril de 2020, Taibbi anunció que dejaría de publicar sus escritos en línea a través de Rolling Stone y, de ahora en adelante, publicaría sus escritos de forma independiente a través del servicio de boletines por correo electrónico Substack. Dijo que continuaría contribuyendo para la edición impresa de Rolling Stone. Taibbi declaró que la decisión fue independiente y que no se le pidió que abandonara Rolling Stone.

#### Useful Idiots
En agosto de 2019, Taibbi lanzó un pódcast político copresentado con Katie Halper titulado Useful Idiots, que se publica a través de Rolling Stone. Desde entonces, el pódcast ha tenido entrevistas con varios invitados, incluidos Liz Franczak, Andre Damon, David Dayen, Cornel West, y Glenn Greenwald.

#### Twitter Files
El 2 de diciembre de 2022, Taibbi comenzó a analizar los correos electrónicos de ejecutivos de Twitter que reflejaban un debate interno en 2020 sobre cómo manejar un artículo del New York Post sobre la controversial computadora portátil propiedad de Hunter Biden. Apodado los "Twitter Files" (en español, Archivos de Twitter) y retuiteado por el CEO Elon Musk, el análisis se basa en «miles de documentos internos obtenidos por fuentes en Twitter» y consta de 41 tuits con capturas de pantalla de mensajes intercambiados entre ejecutivos de esta red social.

## Vida personal
Taibbi está casado con Jeanne, que es médica de familia, y tienen tres hijos. Al año 2014, Taibbi vivía en Jersey City, Nueva Jersey.
En una entrevista de 2008, Taibbi se describió a sí mismo como un "ateo/agnóstico".

## Premios
En 2008, Taibbi recibió el Premio National Magazine Awards en la categoría "Columnas y comentarios" por su trabajo en Rolling Stone. Ganó un Premio Sidney en 2009 por su artículo "The Great American Bubble Machine".